# 道の駅高岡
道の駅高岡（みちのえき たかおか）は、宮崎県宮崎市高岡町花見にある国道10号の道の駅である。ビタミン館の愛称があるが、この周辺にビタミンの父こと、海軍軍医・高木兼寛の生家があることにちなむ。

## 施設
- 駐車場
  - 普通車：57台
  - 大型車：5台
  - 身障者用：3台
- トイレ

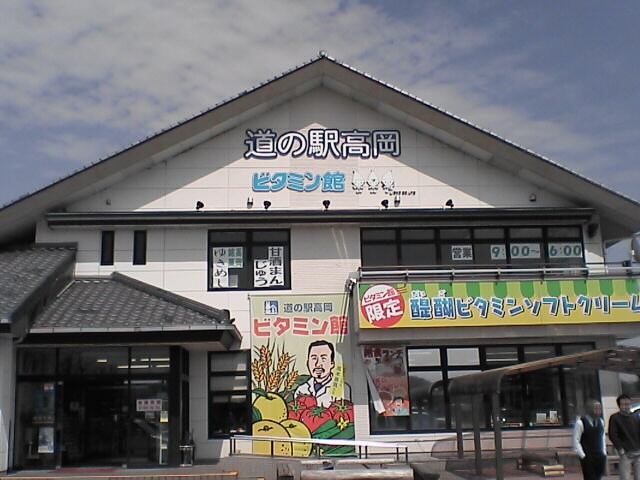
リニューアル前（2007年3月時点）の外観

  - 男：大 5器（2器）、小 12器（7器）
  - 女：11器（7器）
  - 身障者用：1器（1器）

※（）内は、24時間利用可能
- 公衆電話
- 公衆FAX
- 郵便ポスト（宮崎中央郵便局）
- 食堂「味菜」（11:00 - 14:00）
- 物産館

## 休館日
- 1月1日 - 1月2日

## アクセス
- 国道10号 - 登録路線
  - 宮崎県道13号高岡郡司分線

## 周辺
- 大淀川
- E10 東九州自動車道 宮崎西IC
- 天ヶ城
- 宮崎刑務所